# Pietermannen
Pietermannen (Trachinidae) is de naam voor een familie van vissen uit de orde van Baarsachtigen (Perciformes). 
Langs de Nederlandse en Belgische kust komen de kleine pieterman (Echiichthys vipera) en de grote pieterman (Trachinus draco) voor.

## Etymologie
De etymologie is onzeker, maar mogelijks betekende het oorspronkelijk “St.-Pietersvis”. Het eerste gebruik dateert van 1599.

## Geslachten
- Echiichthys Bleeker, 1861
- Trachinus Linnaeus, 1758

## Verspreiding en leefgebied
Pietermannen, die 15 tot 53 cm lang kunnen worden, komen vooral voor in het oostelijke deel van de Atlantische Oceaan, de Noordzee en de Middellandse Zee. Ze graven zich in, in het zand, in ondiep water, loerend op prooivissen.

## Gevaar voor de mens
Pietermannen behoren tot de giftigste dieren van Europa. Rond de kop zijn drie doornige vinstralen geplaatst, die in verbinding staan met een gifklier aan de basis van deze vinstralen.
Zwemmers lopen kans om op een pieterman te trappen, hetgeen een steek in de voet kan veroorzaken. Een steek van een pieterman is voor een mens in het algemeen niet dodelijk, maar wel zeer pijnlijk. Indien de steek niet snel wordt behandeld kan deze pijn maanden aanhouden.

## Behandeling
De behandeling is echter simpel: het gestoken lichaamsdeel dient ongeveer een kwartier tot twintig minuten in zo heet mogelijk water gedompeld te worden (natuurlijk zonder verbranding te veroorzaken). Het gif van de pieterman bestaat namelijk uit eiwitten die bij temperaturen boven 40 graden Celsius instabiel zijn en snel afgebroken worden.
Indien na een steek een allergische of anafylactische reactie optreedt, dient zo snel mogelijk medische hulp gezocht te worden.

## Oudere bronnen
Tiberius Cornelis Winkler, arts en natuuronderzoeker, schreef in 1857 over de pieterman in Album der Natuur, nadat een patiënt (zijn eerste, nota bene) was gestoken door een pieterman. Het zou het begin worden van een lange reeks natuurhistorische artikelen in het populair-wetenschappelijke tijdschrift, veelal over vissen. Hij meldt, na een lange inleiding over de betekenis van de ichtyologie, dat de grote pieterman (Trachinus draco) trekt van de Oostzee tot in de Middellandse Zee en vooral in juni aan de Nederlandse kust te vinden is. Hij wordt dan "met graagte gevangen en gegeten, en hoewel men hier te lande niet bepaaldelijk netten voor hem uitwerpt, zoo geraakt hij toch in grooten getale in die, welke voor bot en andere diepzwemmers uitgezet worden. Overigens is het eene geliefkoosde bezigheid op de eilanden Texel, Wieringen, aan den Helder enz. om op den pieterman jagt te maken door middel van eene soort van ijzeren vork met 8 à 10 tanden, aan een' langen stok bevestigd; en, hoewel de pieterman vrij vlug zwemt, zoo gelukt het niet zelden aan eenen geoefenden visscher, eenige honderden op eenen dag magtig te worden, die voor ongeveer eene cent per stuk voor velen een heerlijk en voedzaam geregt opleveren." (p. 28) 
Vanzelfsprekend schrijft hij ook over de giftige eerste rugvin. Het lukt hem echter niet een verklaring voor de giftige werking te geven. "Nauwkeurige onderzoekingen hebben (...) mij bewezen, dat er geen spoor van klier, noch vergaderblaasje te vinden is, en dat de eerste rugvin, even gelijk de tweede, onmiddellijk op de rugspieren ingeplant is, terwijl men toch zulk eene klier zou moeten kunnen aanwijzen om het vergif aan te toonen. Immers elk dierlijk gif is de afscheiding eener klier, waarmede het wapen of onmiddellijk of middellijk door een kanaal of receptaculum in verband staat, zoo als wij zien bij de honigbij, bij de slangen enz." (p. 31) 
In zijn rubriek "Uit de Natuur" in De Groene Amsterdammer schrijft Eli Heimans op 27 december 1903 een hilarisch stukje over "Vergiftige visschen". Het stuk vervolgt in het volgende nummer (1904-01-03) met "Van de giftige pietermannen en hoe de botjes aan twee rechteroogen komen." De beide artikelen zijn ook opgenomen in de bundel Wandelen en waarnemen die in 1906 bij uitgeverij Van Holkema & Warendorf verscheen, als hoofdstuk IV en V. In het eerste artikel verhaalt Heimans over de verwarring die er bestaat tussen de (grote) pieterman en de rode poon, of knorhaan (Chelidonichthys lucerna). In het daaropvolgende artikel gaat hij in op de giftige rugvin. Daaruit blijkt dat rond die tijd meer over de oorzaak van de giftigheid bekend was. Overigens blijkt ook dat over de smakelijkheid van de pieterman heel verschillend wordt geoordeeld.